# Schronisko na hali Razor
Schronisko na hali Razor (słoweń. Koča na planini Razor) – schronisko turystyczne w Spodnjich Bohinjskich gorach pod Žabiškim Kukiem i Rušnatim vrhem na hali Razor. Dysponuje 110 miejscami noclegowymi i jest otwarte od 20  czerwca do 20 września. W czasie, gdy schronisko jest zamknięte, jest urządzona w budynku w pobliżu schroniska izba zimowa z dziesięcioma miejscami. Schronsiko znajduje się na trasie Słoweńskiego Szlaku Górskiego.

## Dostęp
Z Tolmina przez halę Lom (1029 m n.p.m., 285 m różnicy wysokości) albo halę Kuk (1150 m n.p.m., 165 m różnicy wysokości), odpowiednio 1 h 45 albo 1 h 15. Z Tolimna drogą, która prowadzi na halę Lom 16 km. Stąd można przejść jeszcze parę km aż do hali Kuk, skąd idzie się piechotą dobrym, oznakowanym szlakiem. Z Tolmina można też podejść na piechotę przez Tolminske Ravne, 5 godz., albo przez Podljublj i halę Lom, 5 godz.

## Sąsiednie obiekty turystyczne
- Gomiščkovo zavetišče na Krnu (2182m) Słoweńskim Szlakiem Górskim (SPP), 8 h
- Dom górski przy Jeziorach Krnskich (Planinski dom pri Krnskh jezerih, 1385 m) przez przełęcz Prehodci, 4 h.
- Dom Zorka Jelinčiča na Črnej prsti (1835 m) 7 h;
- Dom na Komnie (1520 m), 5 h;
- schronisko Merjasec na Volgu (1535 m), 4 h
- Vrh nad Škrbino (2054 m) 2 h 30 min.;
- Krn (2244 m) 8 h;
- Vrh Planje (1863 m) 2 h;
- Vogel (1922 m) 2 h;
- Rodica (1966 m) 5 h;
- Črna prst (1844 m) 7 h